# Лангілья
Лангілья (ісп. Languilla) — муніципалітет в Іспанії, у складі автономної спільноти Кастилія-і-Леон, у провінції Сеговія. Населення — 97 осіб (2010).
Муніципалітет розташований на відстані близько 120 км на північ від Мадрида, 80 км на північний схід від Сеговії.
На території муніципалітету розташовані такі населені пункти: (дані про населення за 2010 рік)
- Лангілья: 71 особа
- Масагатос: 26 осіб

## Демографія
Динаміка населення (INE ):